# Vert, Yvelines
Vert este o comună franceză situată în departamentul Yvelines, în regiunea Île-de-France.

## Geografie

### Locație
Comuna Vert este situată la 4 kilometri sud de Mantes-la-Jolie, în valea Vaucouleurs, afluent pe malul stâng al Senei. Satul este așezat în fundul văii, la o altitudine de 45 de metri, dar teritoriul comunal se extinde pe platourile de pe ambele părți, ajungând până la 130 de metri altitudine. Include, spre vest, valea pârâului Morand.

### Comune limitrofe
Comuna este învecinată la sud cu comunele Villette și Boinvilliers, la nord cu Soindres și Auffreville-Brasseuil, la est cu Breuil-Bois-Robert și la vest cu Flacourt.

### Căi de comunicație și transport

#### Rețeaua de drumuri
Comuna este deservită de drumul departamental D 983, care leagă Mantes-la-Jolie de Houdan.

#### Transport în comun
Comuna este deservită de linia 60 a rețelei de autobuze Centre et Sud Yvelines.

### Utilizarea terenului simplificată
Teritoriul comunei era compus în 2017 din 83 % spații agricole, forestiere și naturale, 7,68 % spații deschise artificiale și 9,32 % spații construite..

### Clima
În 2010, clima din comuna Vert era de tip oceanic al câmpiilor din Centru și de Nord, conform unui studiu a CNRS care se baza pe o serie de date care acoperă perioada 1971-2000. În 2020, Météo-France a publicat o tipologie a climei din Franța metropolitană în care comuna este expusă la un climat oceanic și se încadrează în regiunea climatică sud-vestică a bazinului parizian, caracterizată prin precipitații scăzute, în special în primăvară (120 până la 150 mm) și un iarnă rece (3,5 °C).
Pentru perioada 1971-2000, temperatura medie anuală este de 10,8 °C, cu o amplitudine termică anuală de 14,1 °C. Cantitatea medie anuală de precipitații este de 701 mm, cu 10,8 zile de precipitații în ianuarie și 7,7 zile în iulie. Pentru perioada 1991-2020, temperatura medie anuală observată la stația meteorologică situată în comuna Magnanville la 3 km distanță în linie dreaptă, este de 11,6 °C, iar cantitatea medie anuală de precipitații este de 641,5 mm. Pentru viitor, parametrii climatici estimati pentru comună pentru anul 2050, conform diferitelor scenarii de emisii de gaze cu efect de seră, pot fi consultati pe un site dedicat publicat de Météo-France în noiembrie 2022.
| Date climatice pentru Magnanville                                                      | Date climatice pentru Magnanville | Date climatice pentru Magnanville | Date climatice pentru Magnanville | Date climatice pentru Magnanville | Date climatice pentru Magnanville | Date climatice pentru Magnanville | Date climatice pentru Magnanville | Date climatice pentru Magnanville | Date climatice pentru Magnanville | Date climatice pentru Magnanville | Date climatice pentru Magnanville | Date climatice pentru Magnanville | Date climatice pentru Magnanville |
| Luna                                                                                   | Ian                               | Feb                               | Mar                               | Apr                               | Mai                               | Iun                               | Iul                               | Aug                               | Sep                               | Oct                               | Nov                               | Dec                               | Anual                             |
| -------------------------------------------------------------------------------------- | --------------------------------- | --------------------------------- | --------------------------------- | --------------------------------- | --------------------------------- | --------------------------------- | --------------------------------- | --------------------------------- | --------------------------------- | --------------------------------- | --------------------------------- | --------------------------------- | --------------------------------- |
| Maxima medie °C (°F)                                                                   | 6.8 (44,2)                        | 8.4 (47,1)                        | 12.1 (53,8)                       | 15.8 (60,4)                       | 19.1 (66,4)                       | 22.8 (73)                         | 25.5 (77,9)                       | 25.3 (77,5)                       | 21.4 (70,5)                       | 16.5 (61,7)                       | 10.7 (51,3)                       | 7.2 (45)                          | 16,0 (60,8)                       |
| Minima medie °C (°F)                                                                   | 1.7 (35,1)                        | 1.8 (35,2)                        | 3.6 (38,5)                        | 5.5 (41,9)                        | 8.6 (47,5)                        | 11.6 (52,9)                       | 13.4 (56,1)                       | 13.6 (56,5)                       | 10.9 (51,6)                       | 8.6 (47,5)                        | 4.8 (40,6)                        | 2.3 (36,1)                        | 7,2 (45)                          |
| Minima istorică °C (°F)                                                                | −12.7 (9,1)                       | −12.3 (9,9)                       | −8.5 (16,7)                       | −3.2 (26,2)                       | −0.7 (30,7)                       | 3.3 (37,9)                        | 6.6 (43,9)                        | 5.8 (42,4)                        | 2.4 (36,3)                        | −3.5 (25,7)                       | −8.2 (17,2)                       | −10.1 (13,8)                      | −12,7 (9,1)                       |
| Precipitații mm (inches)                                                               | 48.5 (1.909)                      | 47.7 (1.878)                      | 48.4 (1.906)                      | 42.5 (1.673)                      | 62.1 (2.445)                      | 53.9 (2.122)                      | 51.5 (2.028)                      | 56.5 (2.224)                      | 40.9 (1.61)                       | 65.3 (2.571)                      | 57.0 (2.244)                      | 67.2 (2.646)                      | 641,5 (25,256)                    |
| Sursă: fr „FICHE CLIMATOLOGIQUE MAGNANVILLE (78)” (PDF). meteofrance.fr. Météo-France. |                                   |                                   |                                   |                                   |                                   |                                   |                                   |                                   |                                   |                                   |                                   |                                   |                                   |

## Toponimie
Mențiunile vechi ale comunei Vert sunt: în jurul anului 1136, Ver; 1272, Ver; 1351, Ver; sfârșitul secolului al XV-lea, Ver; 1466, Vert lès Mantes; 1757, Ver; Vert, sfârșitul secolului al XIX-lea.
Numele său derivă din cuvântul galic "verno," care înseamnă arin (sau verne), desemnând unul sau mai mulți arbori.

## Administrație

### Organe administrative și judiciare
Comuna Breuil-Bois-Robert este parte din cantonul Bonnières-sur-Seine și este afiliată la comunitatea urbană Grand Paris Seine et Oise.
În ceea ce privește aspectul electoral, comuna este asociată cu a noua circumscripție electorală din Yvelines, o circumscripție cu dominanță rurală în nord-vestul departamentului Yvelines.
Pe plan judiciar, Rolleboise face parte din jurisdicția instanței din Mantes-la-Jolie și, ca toate comunele din Yvelines, se supune tribunalului judiciar și tribunalului comercial din Versailles.
Comuna Vert, conform împărțirii oficiale a INSEE, aparține unității urbane a Parisului și este, așadar, considerată ca făcând parte din categoria „comună urbană”.

## Populația și societatea

### Date demografice

#### Evoluția demografică
Evoluția numărului de locuitori este cunoscută prin recensămintele populației efectuate în comuna respectivă începând din 1793. Pentru comunele cu mai puțin de 10 000 de locuitori, un recensământ al întregii populații este realizat la fiecare cinci ani, populațiile legale pentru anii intermediari fiind estimate prin interpolare sau extrapolare. Pentru comuna respectivă, primul recensământ exhaustiv în cadrul noului dispozitiv a fost realizat în 2004.
În 2021, comuna număra 851 locuitori, în creștere cu 3,28% față de 2015 (Yvelines: +2,04%, Franța fără Mayotte: +1,84%).
| An        | 1793 | 1821 | 1841 | 1856 | 1872 | 1886 | 1901 | 1921 | 1936 | 1962 | 1982 | 2006 | 2012 | 2021 |
| --------- | ---- | ---- | ---- | ---- | ---- | ---- | ---- | ---- | ---- | ---- | ---- | ---- | ---- | ---- |
| Populație | 390  | 415  | 419  | 380  | 339  | 335  | 364  | 301  | 316  | 374  | 778  | 771  | 806  | 851  |

#### Piramida vârstei
În 2018, procentul persoanelor cu vârsta sub 30 de ani era de 32,7 %, sub media departamentală de 38 %. În schimb, procentul persoanelor cu vârsta peste 60 de ani era de 28,2 % în același an, comparativ cu 21,7 % la nivel departamental.
În 2018, comuna avea 426 bărbați și 409 femei, reprezentând un procent de 51,02 % bărbați, mult peste procentul departamental de 48,68 %.

## Cultura și patrimoniul local

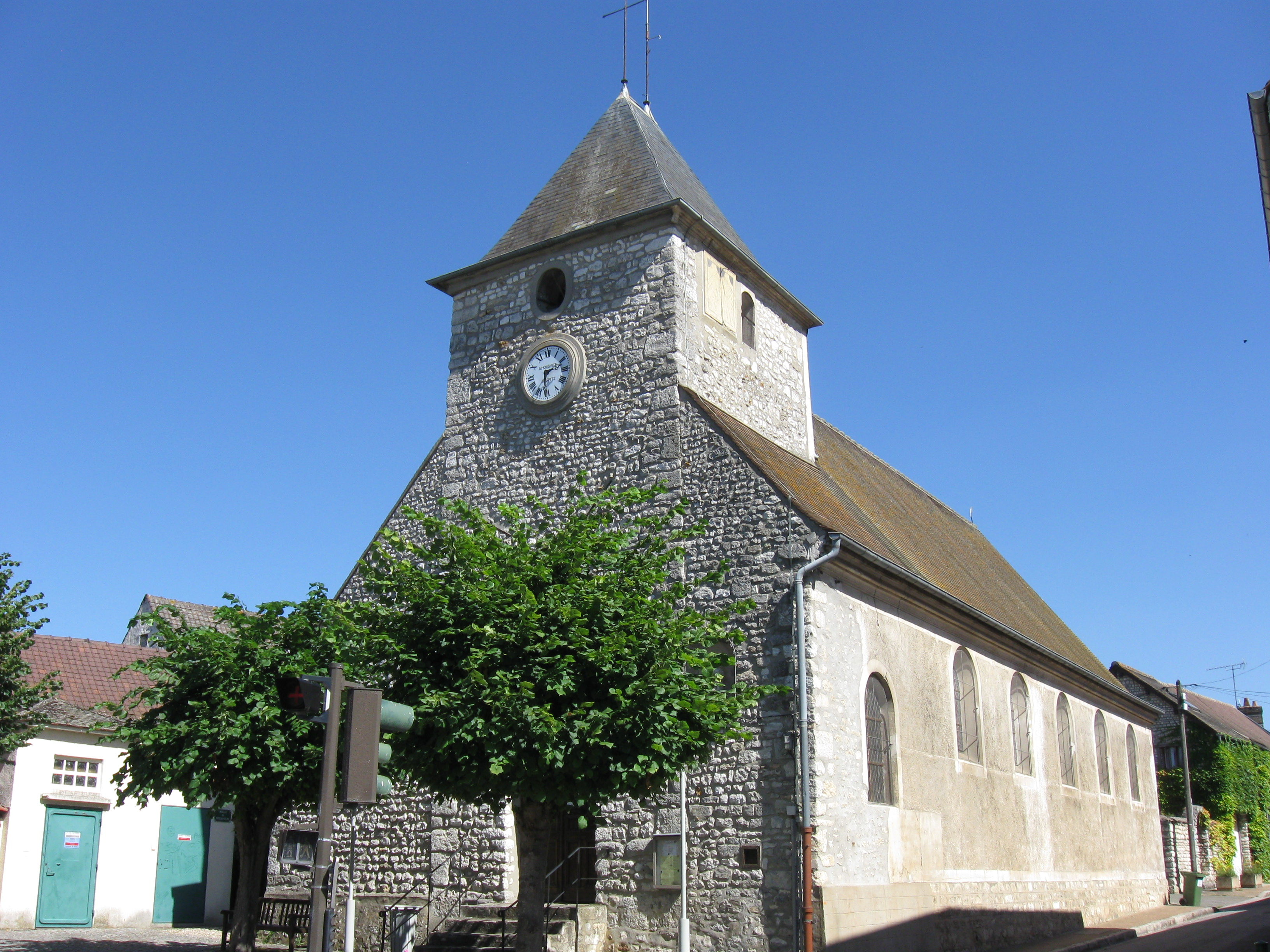
Biserica Saint-Martin.

### Locuri si monumente
- Biserica Saint-Martin: edificiu din piatră construit în 1688 de către călugării prioratului din Gassicourt, cu un turn masiv inclus în fațadă, acoperit cu ardezie în patru ape. Un cadran solar pictat pe var, datând din 1897, împodobește fațada sudică a turnului.

- Moara de apă datează din secolul al XII-lea, modernizată în secolul al XIX-lea. Încă în stare de funcționare, această moară a încetat orice activitate din 1962. Este pusă în mișcare de o cădere de apă de 1,80 m creată printr-un canal de derivare a râului Vaucouleurs, care acționează o mare roată metalică cu cupe. Moara este, de asemenea, împodobită cu un cadran solar datând din 1876, amplasat pe fațada sudică a locuinței senioriale a morii.

### Personalități
- Philippe de Broca (1933-2004), regizor cunoscut în special pentru filmele Omul din Rio, Le Magnifique, L'Incorrigible, și Africanul, a trăit aici timp de aproape treizeci de ani.
- Régis Debray și Elizabeth Burgos au locuit în acest sat[32]. Alain Barrière deținea aici conacul La Croix Saint-Jacques.

### Heraldică
|  | Vert - Stânga: Azur presărat cu flori de crin de aur, cu un câmp superior de argint încărcat cu inscripția „ILE DE” și „FRANCE” de culoare neagră în două rânduri și cu un câmp inferior cu fâșii de azur și aur, cu o linie subțire de argint deasupra; dreapta: de argint cu un cocoș în culorile naturale, cu un câmp superior de verde încărcat cu inscripția „VERT” de culoare neagră și cu un câmp inferior de verde, cu o linie subțire cusută de azur deasupra. |